# براند
براند (به لاتین: Brande) یک منطقهٔ مسکونی در دانمارک است که در Ikast-Brande Municipality واقع شده‌است. براند ۸٫۰۸ کیلومتر مربع مساحت و ۷٬۳۹۸ نفر جمعیت دارد.

## خواهرخوانده
شهر بخش آرنهوستوی خواهرخواندهٔ براند هست.